# Joshua Clover
Pour les articles homonymes, voir Clover.
Joshua Clover, né le 30 décembre 1962 à Berkeley, Californie et mort le 26 avril 2025, est un professeur à l’université de Californie à Davis. Il est poète, érudit, critique et journaliste. Son travail a été inclus dans trois livraisons de The Best American Poetry et deux fois dans Best Music Writing. Il a été titulaire d’une bourse du National Endowment for the Arts, ainsi que de la Cornell Society for the Humanities, du University of California Humanities Research Institute et de l’Institute of Advanced Study de l’université de Warwick. Son premier recueil de poésie, Madonna anno domini, a reçu le prix Walt Whitman de l’Academy of American Poets en 1996.
Diplômé de l’université de Boston et de l’Iowa Writers' Workshop, Clover est professeur de littérature de langue anglaise et de théorie critique à l’université de Californie à Davis et a été poète en résidence à l’université de Californie à Berkeley pour la période 2002-2003.
Il a tenu une chronique sur la politique et la culture populaire, ”Pop and Circumstance“, pour l’hebdomadaire The Nation. Il a rédigé des éditos pour Film Quarterly, sous le titre “Marx and Coca-Cola,” et a été un rédacteur et éditeur au Village Voice. Il a contribué au New York Times, au Los Angeles Review of Books, ainsi qu’à Spin. Parmi ses écrits de critique cinématographique, on compte un ouvrage sur Matrix pour le British Film Institute et les textes de la série Criterion Collection pour Bande à part et Les Chiens de paille. Sous le pseudonyme de “Jane Dark”, Clover a rédigé plusieurs critiques de films et de musique pour divers médias.
Clover est également un activiste politique. En janvier 2012, avec onze étudiants de l’université de Californie à Davis, il a participé à une occupation pour protester contre les accords financiers signés entre l’université et U.S. Bank[Qui ?]. Les manifestants, désignés comme les ”Douze de Davis” ; ont été accusés d’“entrave à la circulation dans un lieu public et de complot en vue de commettre un délit “. Un mois avant le début du procès, les "Douze de Davis" ont trouvé un accord avec le procureur du comté de Yolo : ils ont reçu une contravention et accepté d’effectuer 80 heures de travaux d’intérêt général.
Le nom de naissance de J. Clover était Joshua Miller Kaplan, mais il a légalement changé celui-ci pour le nom de jeune fille de sa mère, Carol J. Clover. Carol Clover, professeur émérite à l’université de Californie à Berkeley, est à l’origine de la théorie de la dernière survivante, qu'elle a développée dans ses écrits sur les films d'horreur.